# メトヘキシタール
メトヘキシタール(Methohexital)またはメトヘキシトン(Methohexitone)は、バルビツール酸系誘導体である薬剤である。Brevital及びBrietalの商標名で市販される。迅速に作用するが、作用時間は短い。効果は、麻酔薬の市場で競合していたチオペンタールと似ている。

## 薬理
メトヘキシタールは、GABAA受容体のCl−イオノフォアと関連する特定の部位に結合する。これにより、Cl−イオノフォアが開く時間を伸ばし、抑制効果が生じる。
メトヘキシタールは、主に肝臓により脱メチル化や酸化により代謝される。薬物の生物活性の終結には、側鎖の酸化による代謝が主に関わっている。

## 誘発
メトヘキシタールは、一般的にナトリウム塩（メトヘキシタールナトリウム）の形で提供され、主に麻酔を誘発するために使用される。厳格な管理の下、病院や医療施設等でのみ用いられる。外科や歯科の処置の際に深い鎮静状態または全身麻酔状態にするために一般的に用いられる。他のバルビツール酸系とは異なり、メトヘキシタールは、実際に発作の閾値を下げる。この性質は、電気けいれん療法のために麻酔を用いる場合に特に有用である。また、麻酔誘発後、3-7分で意識回復し、30分以内に完全回復するほど、回復が迅速であり、これも他のバルビツール酸系と比べて大きな利点である。

## 合成
メトヘキシタールは、バルビツール酸系誘導体を合成する古典的な方法、特にマロン酸エステル誘導体と尿素誘導体を用いた方法により、合成できる。

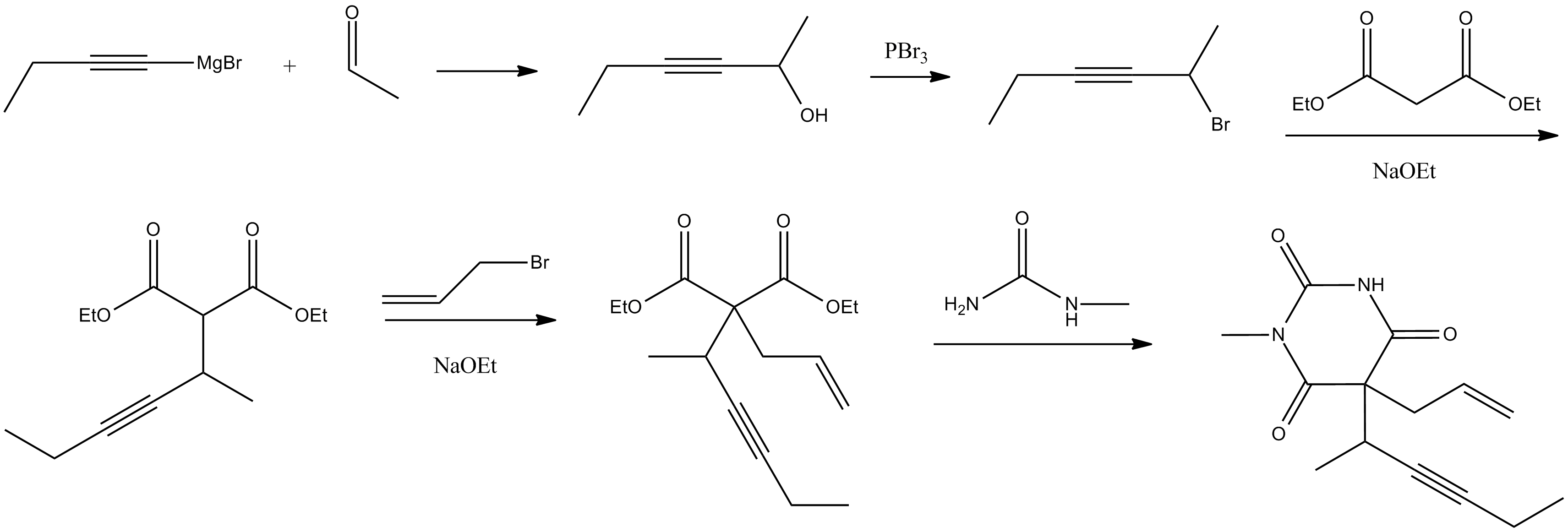
メトヘキシタールの合成